# Benjamin Widom
Benjamin Widom (Newark, 13 de outubro de 1927 – Ithaca, 23 de dezembro de 2025) foi um químico e físico estadunidense.